# 일본국 헌법 제49조
일본국 헌법 제49조(일본어: 日本国憲法第49条)은 일본국 헌법 제4장 "국회"의 조문 중 하나이다. 의원 세비에 대해 규정하고 있다.

## 조문
일본국 헌법 제49조
양 의원(議院)의 의원(議員)은 법률이 정하는 바에 의하여 국고에서 상당액의 세비를 받는다.

## 해설
본조에 의거하여 "국회의원의 세비, 여비 및 수당 등에 관한 법률"이 제정되어 있으며, 이에 따라 국회의원 한 명당 연 단위로 세비가 지급되고 있다.